# SN 2002ij
SN 2002ij – supernowa typu Ia odkryta 30 października 2002 roku w galaktyce A211737+0030. W momencie odkrycia miała maksymalną jasność 21,20m.